# Zamach na Jolo (7 lipca 2009)
Zamach na wyspie Jolo – miał miejsce 7 lipca 2009 roku, w którym zginęło 6 osób, a ok. 40 zostało rannych.

## Zamach
Bomba wybuchła na wyspie Jolo w południowo-zachodnich Filipinach. W agencji AFP ładunek wybuchowy był umieszczony przed sklepem. Z kolei agencje Kyodo oraz Reuters podają, że bomba była schowana w bagażniku motocykla zaparkowanego przed stacją benzynową stojącą naprzeciw katolickiej katedry Mount Carmel. W wyniku wybuchu dwie osoby zginęły na miejscu, a kolejne cztery w szpitalu. Wiele osób rannych w zamachu, zostało przewiezionych do szpitala w stanie krytycznym.
Tego dnia odkryto również dwa inne ładunki wybuchowe w pobliżu katedry Mount Carmel na wyspie Mindanao. Bomby zostały bezpiecznie zdetonowane przez wojsko.

## Odpowiedzialność
Nikt nie przyznał się do przeprowadzenia zamachu. Jednakże władze podejrzewały grupę Abu Sajjaf powiązaną z Dżama’a Islamijja o wykonanie zamachu.
5 lipca 2009 doszło do wybuchu w Cotabato w którym zginęło pięć osób. Od 1 stycznia 2009 na wyspie Mindanao wybuchło 38 bomb.